# A Mikulás és a varázsdob
A Mikulás és a varázsdob (eredeti cím: Joulupukki ja noitarumpu) 1996-ban bemutatott magyar–finn televíziós rajzfilm, amelyet Mauri Kunnas, Baksa Tamás és Hernádi Tibor írt és rendezett. Az animációs játékfilm producere Jussi-Pekka Koskiranta. A zenéjét Riku Niemi és Juha Tikka szerezte. A tévéfilm az Yleisradio, az Interpannonia Film, a Funny Film Danmarks, a Radio Norsk Rikskringkasting és a Sveriges Television gyártásában készült, a Sveriges Television forgalmazásában jelent meg. 
Finnországban 1996. december 24-én az Yleisradio csatornán, Magyarországon 1996. december 8-án az HBO-n vetítették le a televízióban.

## Cselekmény
Karácsony előtt a Mikulás (akit erős nátha gyötör) a beérkezett leveleket nézegeti. Talál egyet egy Csibész nevűtől, aki lerajzolta, amit szeretne, de a rajzot nem tudják megfejteni. A nyomozás során kiderül, a levél elfelejtve 50 évig a postán hevert. A Csibész már öregember; annak idején önmagát rajzolta le manóként, mert az szeretett volna lenni. Sámán lett belőle, s a Mikulást úgy leckézteti meg, hogy ellopja a sarki fényeket. De minden jóra fordul: a Mikulás manói sorába fogadja Csibészt, aki varázsdobjával, amit eddig a Mikulás bosszantására használt, kigyógyítja náthájából, s együtt hordják az ajándékokat, s az újra meggyújtott északi fényeket…

## Magyar hangok
| Szereplő         | Finn hang       | Magyar hang                      |
| ---------------- | --------------- | -------------------------------- |
| Mikulás          | Esa Saario      | Szabó Ottó                       |
| Csibész (Sámán)  | Aarre Karén     | Beregi Péter                     |
| Mikulás felesége | Ulla Tapaninen  | Zsurzs Kati                      |
| Vili             | Olli Parviainen | Szalay Csongor                   |
| Nora             | Henna Haverinen | Molnár Ilona                     |
| Agricola         | Veikko Honkanen | Papp János                       |
| Marianne         | N/A             | Ullmann Zsuzsa                   |
| Sarah            | N/A             | Kocsis Mariann                   |
| Énekesnő         | N/A             | Kocsis Mariann                   |
| Martti           | N/A             | Hankó Attila                     |
| Tip tokgráf      | N/A             | Hankó Attila                     |
| Aranyásó         | N/A             | Kassai Károly                    |
| Kandiscukor      | N/A             | Kassai Károly                    |
| Rafael           | N/A             | Beratin Gábor                    |
| Boris            | N/A             | Wolhmuth István                  |
| Énekesek         | N/A             | Bolba Tamás Szabó Sipos Barnabás |

## Betétdalok
Gyere hát közénk (Joulupukin töissä)